# 美國醫療衛生費用
這篇美國醫療衛生費用（英語：Health care finance in the United States）用來討論：（1）美國人如何取得醫療衛生服務，（2）如何支付相關的費用，還有（3）為何美國人的醫療衛生費用經過各種標準衡量之後，屬於世界上最昂貴。
美國醫療帳單可以討價還價。

## 總覽

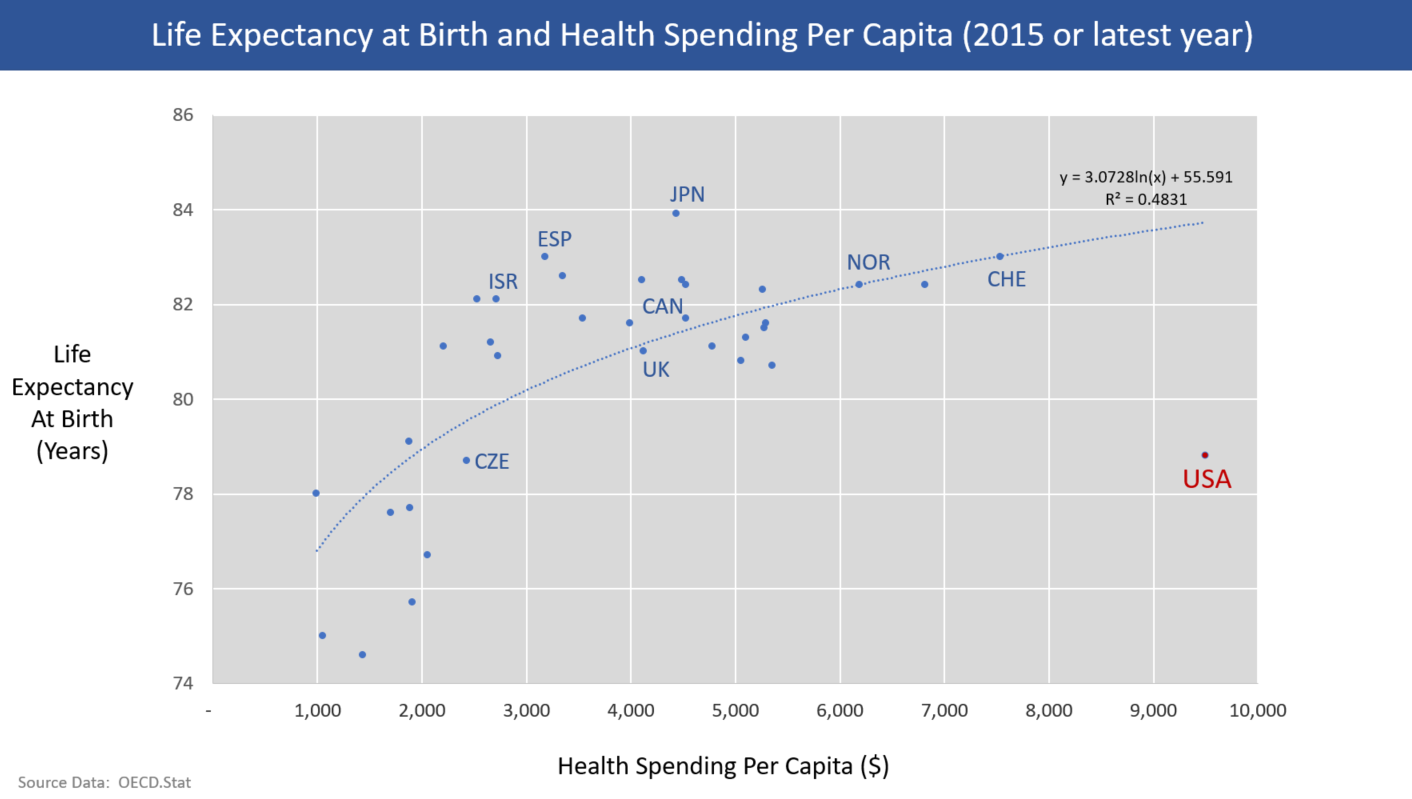
圖表，顯示OECD國家人口在2015年出生時的預期壽命，以及人均醫療衛生成本。美國是一個離群值，花費高，預期壽命短。.

美國的醫療保險系統由公共和私人兩種混合組成。政府透過聯邦醫療保險（Medicare）為大約5,300萬老年人（65歲及以上）提供醫療保險、透過聯邦醫療補助（Medicaid）為6,200萬低收入者提供醫療保險、以及透過過美國退伍軍人事務部為1,500萬退伍軍人提供保險。美國公司僱用約1.78億人，雇主為他們購買有政府補貼的醫療保險，而其他5,200萬人則通過《患者保護與平價醫療法案（PPACA，或稱ACA）》所建立有補貼的醫療保險市集，或者直接向私人保險公司購買保險。醫療服務通常由私人經營領域的機構提供，但美國退伍軍人事務部則是自行僱用醫生為患者服務。
根據聯邦醫療保險和聯邦醫療補助服務中心（CMS）的報告，美國的醫療衛生費用在2018年的增長率為4.6％，總金額達到3.6兆美元，人均費用11,172美元。根據CMS，美國用在醫療衛生的支出佔當年GDP的17.7％，和2015年的17.8％相比，稍低一點。增長的主要原因是由於2014年PPACA的覆蓋擴大（也就是說更多的人需要醫療衛生服務，或者是更多的醫療衛生服務被使用），以及服務的單位價格提高的緣故。
用各種方式衡量，美國醫療衛生費用在GDP的佔比明顯高於其他國家。根據經濟合作與發展組織（OECD）的資料，美國在2015年的醫療衛生費用佔GDP的16.9％，比第二高的OECD國家高出5％。GDP5％的差距等於1兆美元，差不多是平均每人3,000美元。換句話說，美國必須削減大約三分之一的費用，才能與費用第二高的國家相比擬。
美國成本高於其他國家的原因、有行政管理費用高、服務相同但費用高（即單位價格較高）、人均獲得醫療次數超過其他國家、不同區域醫院之間的費用差異大（但治療效果相差不大）、人均收入水準較高、以及政府少有為降低成本而做干預。而花費是集中在病況比較嚴重的患者身上。根據美國國家醫學研究所在2012年9月的報告，美國每年有7,500億的醫療衛生費用應該可避免，卻被浪費掉（請參考美國醫療衛生的價格）。浪費包括：不必要的醫療照顧服務（2,100億美元）、服務效率不彰（1,300億美元）、過多的行政管理費用（1,900億美元）、灌水的價格（1,050億美元）、無效的預防措施（550億美元）、和詐欺（750億美元，請參考聯邦醫療保險詐欺）。
根據OECD的衡量，雖然是花了大錢，美國醫療服務的總體品質仍然不佳。 聯邦基金會把美國的醫療衛生服務品質，在同類國家中列為倒數第一。
無醫療保險覆蓋的人（未投保者（the "uninsured"））的百分比從2013年的13.3％下降到2018年的8.5％，主要是由於PPACA的因素。未投保者人數從2013年的4,180萬人下降至2018年的2,750萬人（減少1,430萬人）。擁有醫療保險覆蓋的人數（包括公共或是私人保險覆蓋）從2013年的2.716億增加到2019年的3.0億（增加284萬人）。在2016年，有68%的受保者是由私人保險計劃覆蓋，政府計劃則覆蓋37％（因為有些人同時擁有公共以及私人兩種保險覆蓋，所以加總起來會超過100%。）
在雇主為僱員購買醫療保險的時候，會要求僱員分擔部分費用，雇主通常是自行挑選保險公司，大型的投保團體有能力與保險公司進行議價談判。政府讓雇主把這種團體保險的費用當作公司費用，透過稅務扣抵來補貼雇主。2013年，這項補貼稅務減免讓聯邦稅收減少2,480億美元，佔GDP的1.5％。
美國國會預算辦公室（CBO）於2017年3月報告說，隨著時間演進，醫療費用的增長加上人口的高齡化，支出的增長速度會持續超過收入的增長，這是美國政府預算赤字增加的主要驅動因素。CBO預測，美國主要的公共醫療保險計劃（包括Medicare和Medicaid）的支出，會從2017年佔GDP的5.5％，增長到2047年的9.2％。

## 支出

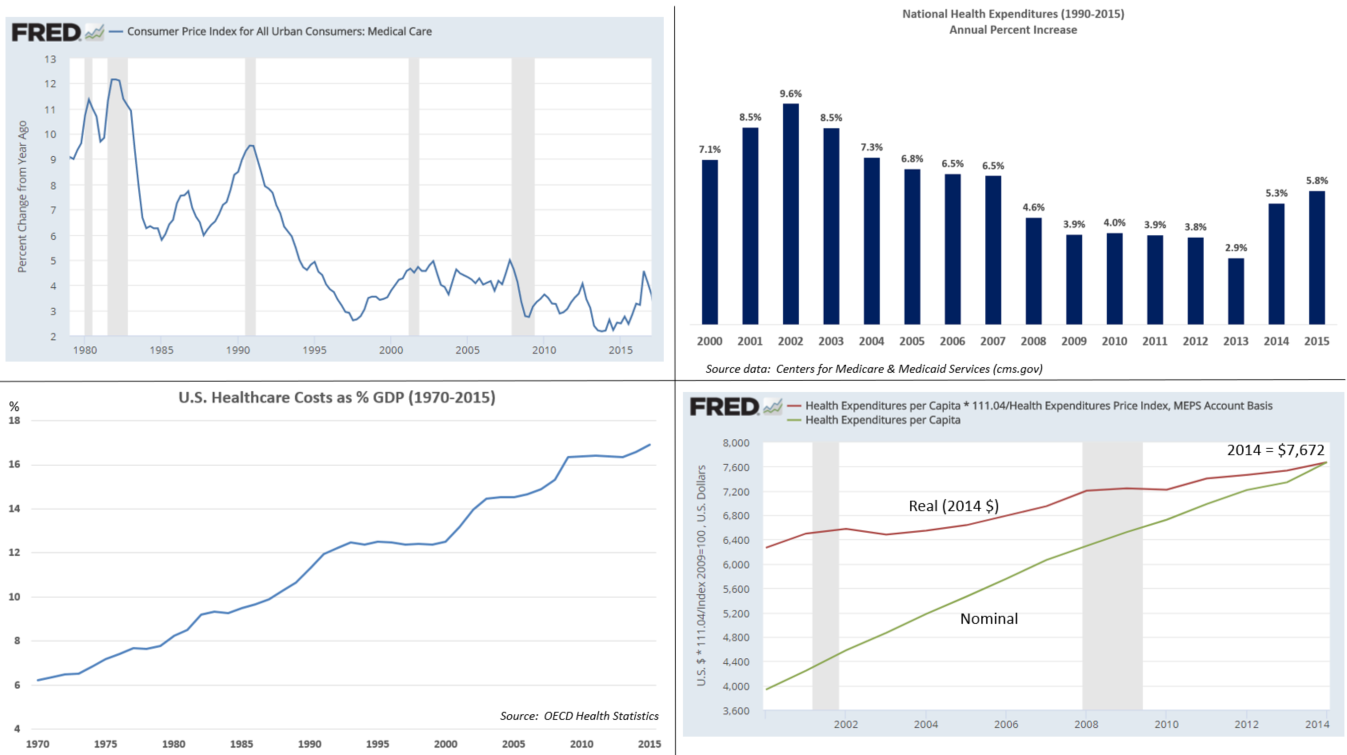
美國醫療費生費用成本資訊，包括改變比率，人均支出，還有對GDP的佔比。

### 對GDP的佔比
在CMS的報告中，美國的醫療衛生費用從2014年佔GDP的17.4％，上升至2018年的17.7％。增長的主因是由於2014年PPACA的覆蓋擴大（也就是說更多的人需要醫療衛生服務，或者是更多的醫療衛生服務被使用），以及服務單位價格提高。
美國醫療衛生費用佔GDP的比重明顯高於其他國家。

### 人均支出
CMS報告，美國的醫療衛生費用在2018年增長率是4.6％，達到3.6兆美元，即每人11,172美元。
CMS的精算師辦公室（Office of the Actuary，簡稱為OACT）發布有關美國醫療衛生總支出的數據，包括歷史水準和未來預測。在2007年，支出為2.26兆美元，即人均7,439美元，而在2006年是2.1兆萬億美元，人均為7,026美元。
2006年的支出佔GDP的16％，比2004年的支出增長6.7％。從2008年到2018年的11年期間，平均每年支出的增長率是4.3％。
2009年，美國聯邦，州和地方政府，公司和個人，總共在醫療衛生支出的有2.5兆美元，即每人8,047美元。這一數額佔GDP的17.3％，高於2008年的 16.2％。醫療保險成本的增長速度快於薪資加上通貨膨脹率，2001年，美國約有一半的破產申請者都列舉醫療費用是導致的原因之一。

### 增長率
CMS在2013年報告說，自2002年以來，醫療衛生費用的年度增長率一直在下降。但是，相對於GDP的佔比，以及人均費用仍然在上升。自2000年以來，人均費用平均增長率是5.4％。
根據聯邦儲備系統的數據，近幾十年來醫療衛生的年度增長率有所下降：
- 1970年-1979年：7.8％
- 1980年-1989年：8.3％
- 1990年-1999年：5.3％
- 2000年-2009年：4.1％
- 2010年-2016年：3.0％[22]
- 2017年：3.07% [23]

雖然費用增長率有所下降，但總體上仍高於經濟成長率，導致支出對GDP的佔比穩定的增長，從1970年的6％到2015年的近18％。2018年稍微降到 17.7%

國家醫療衛生支出在GDP的佔比，美國與其他幾個國家的比較。

### 與其他國家比較
根據OECD，美國在2015年的醫療衛生費用佔GDP的16.9％，比第二高的國家高出5％。當年美國的GDP為19兆美元，人口有3.2億人，醫療衛生費用約為3.2兆美元，即人均費用約10,000美元。GDP5％的差距代表1兆美元，差不多是平均每人3,000美元。換句話說，美國必須削減大約三分之一的費用，才能與費用第二高的國家相提並論。
對世界高所得國家在2000年支出水準所做的一項分析發現，雖然美國在醫療衛生方面的支高於OECD中的任何國家，但美國人在醫療衛生服務的利用率，用相當多的衡量方式檢查，卻低於OECD國家的中位數。研究報告的作者們的結論是，在美國，人們負擔醫療服務的價格很高。

### 集中度
美國的醫療衛生支出高度集中在相對較少的患者身上。凱撒家庭基金會的報告顯示，美國在2010年醫療衛生支出的集中度如下：
- 花費最高的1％的人，佔支出的21％；
- 花費最高的5％的人，佔支出的50％；
- 花費在前20％的人，佔支出的82％；以及
- 花費最低的50％的人，僅佔支出的3％。[25]

2016年的集中度則為：
- 花費最高的1％的人，佔支出的22％；
- 花費最高的5％的人，佔支出的50％；
- 花費在前20％的人，佔支出的82％；以及
- 花費最低的50％的人，僅佔支出的3％。

和2010年相比，變化甚小。
採用美國醫療衛生研究與質量局（AHRQ）資料所做的研究也得到類似的結果。相對於總人口，那些在2008年至2009年期間位於花費最高的10％的人群，他們的健康狀況屬於中等或者較差、高齡、女性、非西班牙裔白人、以及僅擁有公共醫療保險覆蓋。那些在支出上排在後半部的人更有可能是在良好的健康狀態的兒童和年輕人、男性、拉丁裔美國人、和沒有醫療保險覆蓋。這些模式在整個1970年代和1980年代一直維持穩定，一些數據顯示這種情況可能在20世紀的早期到中葉期間也類似。
AHRQ較早的研究發現，醫療衛生支出每年的水準都有顯著的持續性。在2002年支出最高的1％人口中，其中有24.3%在2003年仍然位於那1%之內。在2002年支出最高的5％人口中，有34％在2003年仍位於其中。在過去兩年支出均位居前10%的人之中，有相當高比率的的年紀是在45歲以上。
與在工作中的成年人，或者兒童相比，老年人平均的花費要高得多。從1987年到2004年，大多數年齡階層的支出模式都算穩定，但85歲及以上的老年人的支出不是，在這一段期間裡面，這些人的支出增長速度不及其他階層。
在2008年版的《達特茅斯醫療衛生地圖集（Dartmouth Atlas of Health Care）》中的資料顯示，為患有嚴重慢性病的Medicare受益人，在他們生命最後的兩年中所提供的醫療衛生服務-支出增加、更多測試、更多療程、更長住院時間-卻與患者的預後改善結果沒關聯。提供給慢性病患者的護理水準，因地域不同而有很大的差異，其中只有4％是由於當地的嚴重病患者人數有差異的緣故。大部分差異是由某個地區既有的"供應敏感度（supply-sensitive）"的護理數量上的不同所造成。在患者生命最後的兩年，急症護理產生的費用超過Medicare受益人所有支出的一半（55％），而且所提供的服務，在數量上的差異比價格上的差異更為顯著（有過度使用的可能）。研究人員發現增加使用醫院護理並不能減少門診支出（反之亦然），即無所謂"替代"的護理 。

### 支出依據服務類型的分佈
2014年，美國的醫療衛生支出按服務類型分佈如下：醫院護理32％、醫師和臨床服務20％、處方藥10％、其他所有類別僅佔支出的不到7％。前三項佔支出達62％。
這種分佈形態維持相對穩定。2008年，醫院護理佔31％、醫師/臨床服務佔21％、藥品佔10％、牙科佔4％、療養院佔6％、家庭保健佔3％、其他零售產品佔3％、政府的公共衛生活動費用佔3%、行政管理費用佔7％、投資佔7％、其他專科服務（物理治療師，驗光師等）佔6％。

### 住院費用
根據AHRQ的報告，2011年美國醫院住院總費用為3,873億美元，自1997年以來（經過通貨膨脹指數調整）共增長63％。這段期間，每次住院費用增長47％，在2011年的平均數字為10,000美元。

## 保險市場

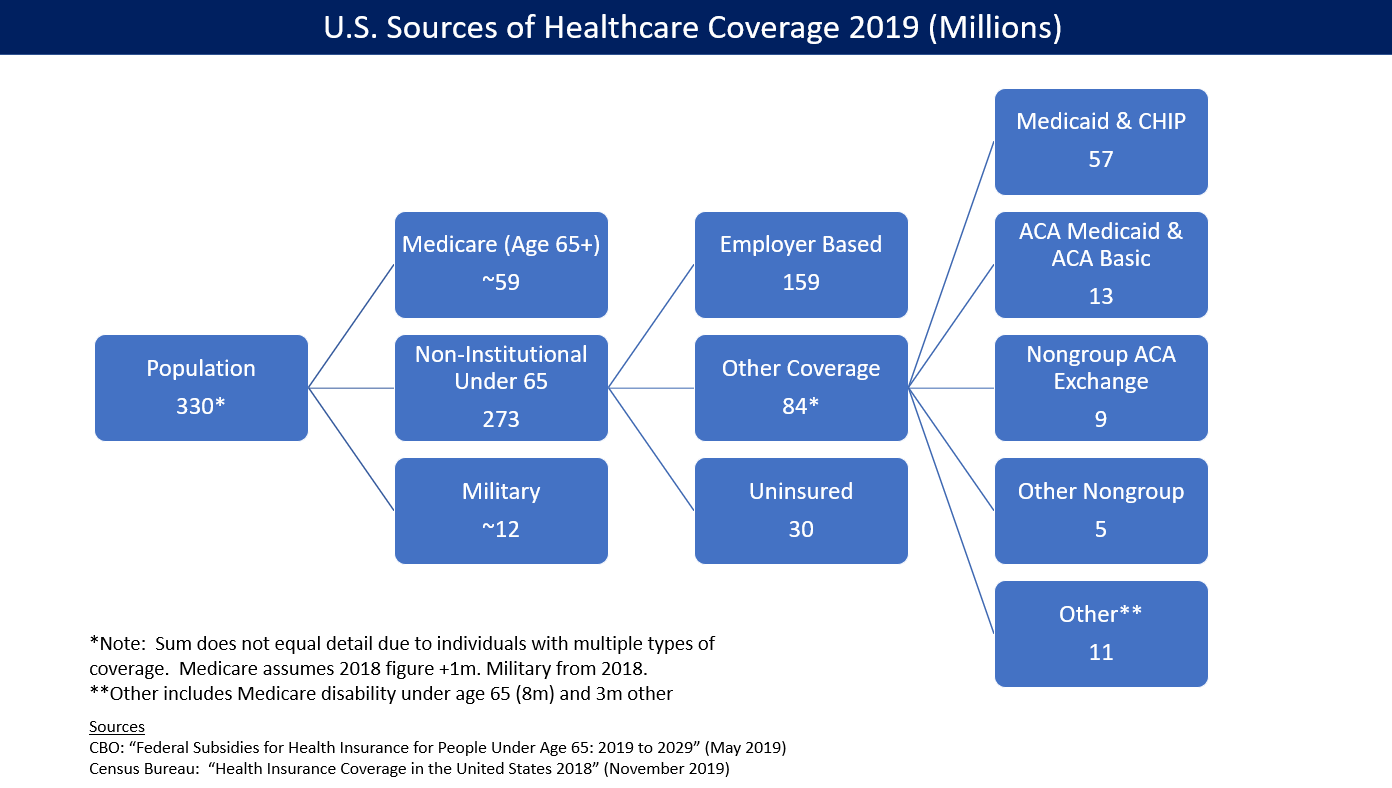
2016年，美國醫療保險的各式覆蓋提供者圖表。CBO估計PPACA/Obamacare透過醫療保險市集以及Medicaid擴充，為2,300萬人提供覆蓋。

### 僱員市場
估計在美國有1.78億，年齡65歲以下的人透過雇主獲得醫療保險。這些公司通常算是"自我保險"，表示保險公司支付僱員的醫療保險費用，而這些公司再把費用支付給保險公司。但是雇主會設有停損機制，表示他們會支付保費去覆蓋那些非常昂貴的個人理賠（例如這些公司為僱員的保險設定費用門檻，在未超越門檻時是自我保險）。僱員向雇主支付一部分共同負擔的保費，基本上是由僱員的薪資中扣繳。僱員本身還有自負額和自付費用。保險計劃裡面可能還包括一個健康儲蓄帳戶（HSA），讓僱員能夠免稅儲蓄，將來用於醫療費用。
凱撒家庭基金會的報告說，2017年，四口之家透過雇主投保的醫療保險費，平均為18,765美元，比前一年增長3％，這所謂的平均值之間有不小的差異。單身者的保費成本平均為6,690美元，比前一年增長4％。典型的僱員平均負擔5,714美元，其餘的由雇主支付。
近年來，自負額的增長速度遠超過保費增長的速度。例如，自負額在2016年增長達12％，是保費漲幅的四倍。從2011年到2016年，單身者保險的自負額增長63％，而同類保險的保費增長19％。在此期間，僱員收入只增長11％。平均每年的自負額約為1,500美元。對於擁有少於200名員工的雇主，他們的僱員中有65%會利用到"高自負額計劃"，平均金額為2,000美元。
面對日益增長的醫療衛生成本，透過雇主為僱員購買醫療保險（與譬如英國，或是加拿大的單一支付者醫療衛生系統，或政府通過個人稅收以提供醫療衛生經費的做法作比較），結果是美國的雇主會利用支付相對較少，或者僱用較少的員工來應對。由於雇主支付的保費不視為僱員的收入，因此政府每年都放棄大量稅收。CBO在2017年估計因為這項補助，導致少收的個人所得稅款達到2,810億美元。2010年3月1日，億萬富翁與投資家華倫·巴菲特表示，美國公司為員工的醫療衛生支付的高昂費用，使它們處於競爭劣勢。他將美國在醫療衛生費用在GDP的17％佔比與世界上大部分地區的9％做比較，並指出美國的人均醫生和護士人數較少，並說："與世界其他國家相比，這種成本就像是絛蟲在蠶食我們的經濟。" 

### PPACA醫療保險市集
據估計，在2016年有1,200萬人通過網路的醫療保險市集（由聯邦，或者是州管理）從保險公司取得醫療保險，這些市集（又稱交易所）是根據《PPACA》（又稱為"歐巴馬健保（Obamacare）"）所建立。醫療保險經由一種聯邦的保費稅收抵免（premium tax credit）提供補助，稅收抵免因個人收入水準而異。通常由保險公司運用抵免來降低每月的保費。 
扣除補助後的保費按照收入的百分比設立上限，也就是說保費若增加，補助也會增加。加入醫療保險交易所中，大約有1,000萬人享有獲得助的資格。如果他們選擇保費最低的"銅計劃"，估計根據PPACA取得醫療保險的人，有80％每月在扣除補助之後，所付的保費不到75美元。在2017年，選擇保費第二低的"銀計劃"，對於一名年紀40歲的男性，不吸菸，在扣除補助之後，平均成本為每月208美元。（請參考患者保護與平價醫療法案#保險法規：個人保單）
川普總統於2017年11月決定終止保險公司分攤費用補助（這是用於減少自負額和共付額的第二種補助），預計醫療保險保費會顯著增加。通過交易所獲得醫療保險的人將多付20％的保費，而保費稅收抵免隨之增加。CBO還估計，由於川普總統的決定，美國在十年內預算赤字還會增加2,000億美元。
CBO還估計，到2027年，終止或者不執行個人強制納保（individual mandate，此條款要求沒參加醫療保險的人繳納罰款），將會導致無醫療保險覆蓋者增加1,300萬人，隨著補助減少，未來十年的預算赤字減少3,380億美元。CBO再估計，終止個人強制納保，會促使健康的投保人退出醫療保險市集，保費會因此被提高多達10％。

### 聯邦醫療補助
Medicaid是聯邦和州的聯合計劃，目的在為收入和資源有限的人（截至 2017年，約7,400萬人）提供醫療費用的資助。Medicaid還提供通常未包含在Medicare覆蓋內的福利，例如療養院護理和個人護理服務。Medicaid是提供給美國低收入人群的醫療和健康服務的最大經費來源，為低收入和殘疾人提供免費的醫療保險。
Medicaid是一項需要經過經濟狀況調查的計劃，由州和聯邦政府共同提供經費，由州負責管理，目前每個州都有很大的權力來決定哪些人符合資格。雖然各州並未被要求參與這個計劃，但是自1982年開始，全部州都已加入。Medicaid的受益者必須是美國公民或者是合法永久居民，可包括低收入的成年人、其子女、和某些殘疾人士。但是僅是因為貧窮一項，並不一定讓人能有獲得Medicare的資格。聯邦政府根據聯邦醫療補助百分比把經費補助撥付給美國各州，範圍從佔高人均收入州經費的50％，到佔人均收入較低州經費的75％。
從2014年開始，《PPACA》大幅擴張Medicaid的加入資格和聯邦經費補助，到2016年，已新增1,100萬的受益者。根據這項法律，所有收入不超過聯邦貧窮標線133％的美國公民和合法居民，包括沒有受撫養子女的成年人，都有資格加入參與Medicaid擴張（Medicaid expansion）的各州所提供的計劃。但是，美國最高法院在“全國獨立企業聯盟訴西貝利厄斯案”中判定，各州不必加入這一Medicaid擴張（請參考聯邦醫療補助#根據PPACA的Medicaid擴張）仍可繼續獲得以前確定的聯邦Medicaid補助經費，有19個共和黨控制的州，不參與Medicaid擴張，維持PPACA施行之前的參保人資格，接受之前的補助經費水準。如果這19個州實施Medicaid擴張的話，保險覆蓋範圍可再增加四百萬人。
CBO在2017年10月的報告中指出，聯邦政府在2017財政年度在Medicaid的支出為3,750億美元，比2016年增加70億美元，增幅為2％。增長主要是由  PPACA覆蓋的人數增加的結果。

### 聯邦醫療保險
截至2016年9月，Medicare覆蓋5,700萬人，主要是年齡在65歲及以上的人。參保者支付極少的保費，但是住院時，需要負擔自負額。這項計劃的一部分經費來自聯邦社會安全及醫療保險納稅法案的稅收，另一部分經費來自一般稅收。CBO在2017年10月的報告中寫道，2017財政年度的Medicare支出，由於受益人數和平均給付額的增長，增加220億美元（4％），達到5,950億美元。2014年，美國的Medicare人均金額為10,986美元。各州的人均金額，從蒙大拿州的8,238美元到新澤西州的12,614美元不等。

### 軍方醫療衛生服務
美國國防部和退伍軍人醫療管理局都設有衛生系統和保險系統，為軍事人員、其家庭、還有退休人員、及其家屬服務。

#### 國防健康局
國防健康局是一個聯合的綜合作戰支援機構，成立於2013年，讓美國的陸軍、海軍、和空軍的醫療部門可在和平和戰爭時期，為美國一體化作戰司令部提供現成和完備的醫療團隊。國防部的統一醫療計劃的年度經費為495億美元，佔2020財政年度年美國軍費總額的8％。

#### 軍人醫療保險
軍人醫療保險（Tricare正式的書寫方式為TRICARE）是美國國防部的軍事衛生系統屬下的醫療衛生計劃。TRICARE為美國武裝部隊的人員、退休人員、及其家屬（包括預備役部隊的某些成員）提供平民醫療保險。TRICARE是軍事衛生系統的平民護理部門，但從前曾在軍事醫療機構中提供醫療服務。國防部管理的醫療衛生機構在2020年為約960萬人提供服務。現役軍人除外（現役軍人由TRICARE Prime option覆蓋，受TRICARE覆蓋的部分不需負擔自付費用），軍事衛生系統的受益人可根據自己的身份（例如，現役軍人的家庭成員、退休人員、預備役人員、不具備家庭成員資格的26歲以下的子女、符合Medicare的資格等）和地理位置，來選擇TRICARE中不同的計劃選項。

#### 退伍軍人醫療管理局
退伍軍人醫療管理局是美國退伍軍人事務部（VA）的一個部門，這個部門管理和營運眾多VA醫療中心（美國退伍軍人事務部醫療中心，VAMC）、門診診所（OPC）、社區門診診所（CBOC），來執行美國退伍軍人事務部的醫療衛生計劃，以及VA社區生活中心（即VA療養院）計劃，為數以百萬計算的退伍軍人服務。它擁有超過30萬名員工，2015年的預算為650億美元。

## 醫療衛生費用高昂的原因

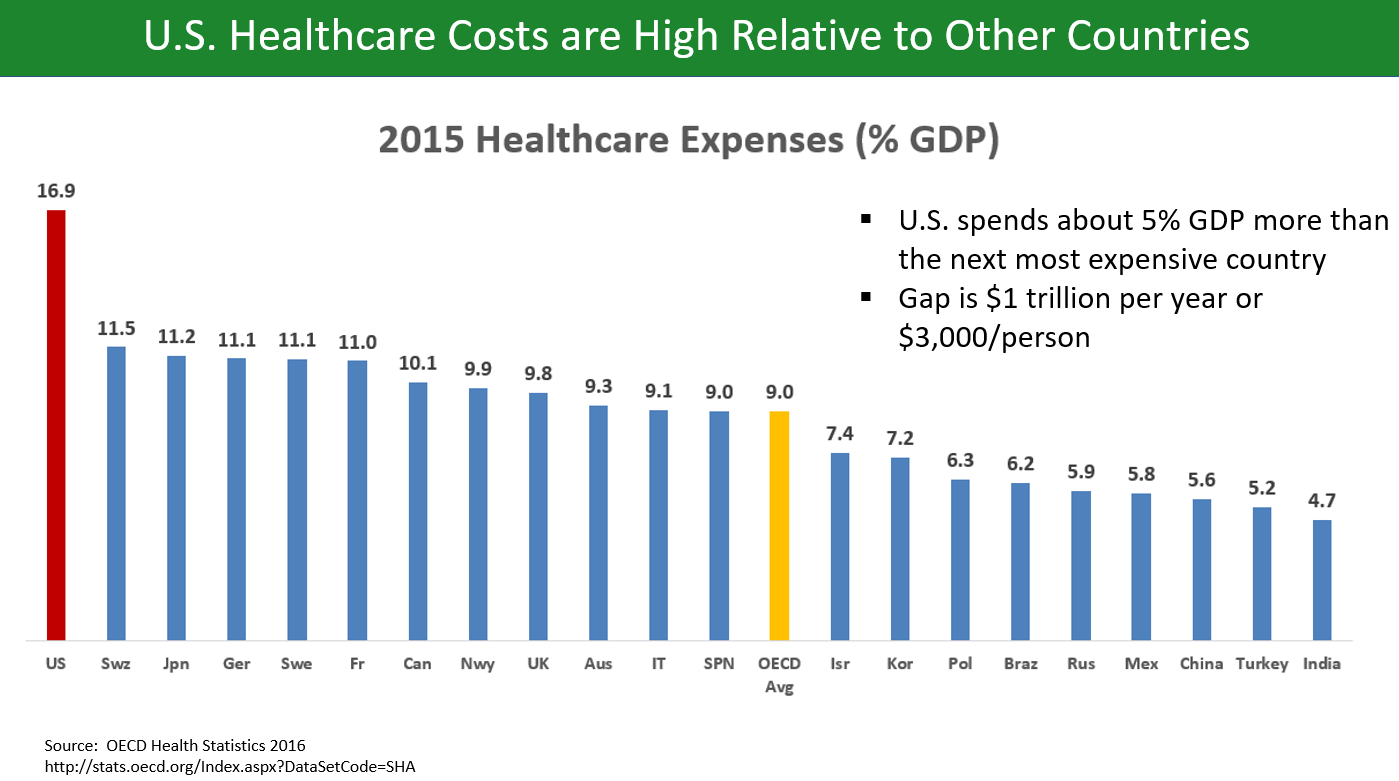
圖表，顯示在2015年 OECD國家醫療衛生費用在GDP中佔比。

多年來，對於美國醫療衛生費用高於其他國家的原因，引起多方辯論。

### 與其他國家比較
原因有很多，列舉如下：
- 行政管理費用。美國醫療費用中約有25％屬於行政費用（例如，用於處理帳單和付款，而非提供醫療服務、用品、和藥品），而在其他國家的佔比僅有10-15％。例如在2013年，杜克大學醫院（Duke University Hospital）有900張病床，但有1,300名計費人員。[8][55]假設每年在醫療衛生的花費是3.2兆美元，如果每年節省10％，金額就是3,200億美元，每年節省15％將可省下近5,000億美元。從規模上看，把行政管理費用成本削減到與同等國家類似的水準，可以省出預算缺口的三分之一至一半。會計師事務所及顧問公司普華永道於2009年所做的一項研究估計，去除不必要的帳單和行政管理費用，可省下2,100億美元，加上通膨因素，同樣的節省以2015年的美元價值計算，會提高更多。[7]
- 各地區醫院間的收費各異。哈佛大學經濟學家戴維·卡特勒（英语：David Cutler）在2013年發表的報告中指出，大約3％的醫療衛生支出（每年約1兆美元）與改善治療結果無關。[8]全國各參保人的保險報銷差異很大。2012年，每位參保者的平均Medicare報銷金額（根據健康狀況、收入、和種族因素調整），最低的地區為6,724美元，最高的地區為13,596美元。[56]
- 治療相同的疾病，在美國的花費高過其他國家。藥品價格高、醫生的報酬高、供應商對醫療設備的收費更高。[8]新聞工作者托德·希克森（Todd Hixon）在一項研究中報導說，美國的人均醫生費用大約是同等國家的五倍，1,600美元相對於310美元，這種差距的總金額是3,900億美元，與其他國家的差距有37％[57]。這是由於偏好使用專科醫生所造成，美國的專科醫生的收費是同等國家的3至6倍。[9]OECD的報告說，美國在2013年的人均藥品支出為1,026美元，而OECD國家的平均水準約為515美元。[1]在加拿大，MRI掃描的單次費用約為300美元，而在美國則為1,000美元。[58]
- 人均收入較高，這與美國在醫療衛生的支出較高有關。希克森在報導中說，普林斯頓大學教授烏韋·萊因哈特（英语：Uwe Reinhardt）所作的一項研究，結論是與其他國家/地區的比較，有三分之一的差異（相當於人均收入約1,200美元（以2008年的美元價值計算））是源於美國人較高的收入。人均收入越高，與使用更多醫療服務有關聯。[9]
- 與其他國家的人比較，美國人使用更多的醫療服務。相對於同等國家，美國人使用乳房攝影術的數量是別人的3倍，MRI掃描的數量則是2.5倍，剖腹生產則多出31％。人均收入高和大量運用專科醫生是造成這種結果的重要原因。[59]
- 與其他國家相比，美國政府對降低藥品價格的干預不夠積極。在美國，政府支付醫療衛生費用的48％，而歐洲則是76％；這種比例可以看作是美國政府的干預不夠積極的證據。[58]史丹佛大學經濟學家維克多·福克斯（英语：Victor Fuchs）在2014年寫道："如果我們反過來問，為什麼其他高收入國家的醫療衛生費用會如此低，答案幾乎全是說那些國家的政府可發揮更大，更強的作用。政府會削減較高的行政管理費用，取得較低的投入價格，並配置大量的初級照護醫師（英语：Primary care physician）和病床，同時嚴格控制專科醫生的數量和昂貴的技術，達到影響產出結果的組合。美國的政治制度為不同的利益集團創造出許多 "瓶頸 "，以妨礙或者改變政府在這些領域的功能 "。[59]相反的，經濟學家漢斯·森霍爾茲（英语：Hans Sennholz）則認為，Medicare和Medicaid可能是造成美國醫療衛生費用上升的主要原因。[60]

2011年12月，即將離任的CMS主管Donald Berwick指出，醫療支出中有20％至30％是浪費。他列舉造成浪費的五個原因：（1）對患者的過度治療（也可稱為不必要的醫療照顧）；（2）服務單位間無法協調；（3）醫療系統的複雜行政作業；（4）繁瑣的規則；（5）詐欺。
美國國家醫學研究院在2012年9月報告說，美國每年可避免卻被浪費掉的醫療衛生費用有7,500億美元。其中包括：不必要的醫療照顧（2,100億美元）、護理服務效率不彰（1,300億美元）、過多行政管理成本（1,900億美元）、灌水的價格（1,050億美元）、無效的預防措施（550億美元）、和詐欺（750億美元）。

### 與往年比較
針對對於醫療衛生費用歷年逐步增長的原因，CBO在2008年的報告中說："雖然促成這種增長的因素很多，但多數專家所得的結論是，長期的增長主要來自醫療衛生系統由於技術的進步，而使用新型醫療設備..." 在對三項研究結果作總結，CBO說在1940年到1990年間，推動增長的因素是：
- 技術改進：佔8-65％。CBO將此定義為"臨床治療中可為醫療機構增強診斷、治療、或者預防能力方面的改進"。
- 個人收入增長：佔5-23％。收入較高的人會在醫療衛生上花費更多。
- 行政管理費用：佔3-13％。
- 人口高齡化：佔2％。隨著國民邁入高齡化，生病機會變多，因此有更多的人會用到昂貴的治療。[62]

對於2007年到2009年的經濟大衰退之後，費用增長率下降原因，研究所得的解釋如下：
- 經濟衰退導致失業率上升，消費者購買醫療衛生服務的能力受限；
- 自付費用增加；
- 醫療保險自負額急劇上升，受僱者必須自己承擔更多的費用，會迫使他們減少支出；和
- 參與由雇主購買的醫療保險的僱員，需要提高自負額的人數比率，從2006年的一半，到2012年增加為四分之三。[63][64]

2008年9月，《華爾街日報》報導說，由於當前的經濟遲滯，消費者正把醫療衛生服務的支出降低。在2007年至2008年之間，使用處方藥的數量和就診次數都同時下降。在一項調查中，有22％的消費者回應說看醫生的次數降低，而11％的消費者回應說減少購買處方藥。

## 費用預測

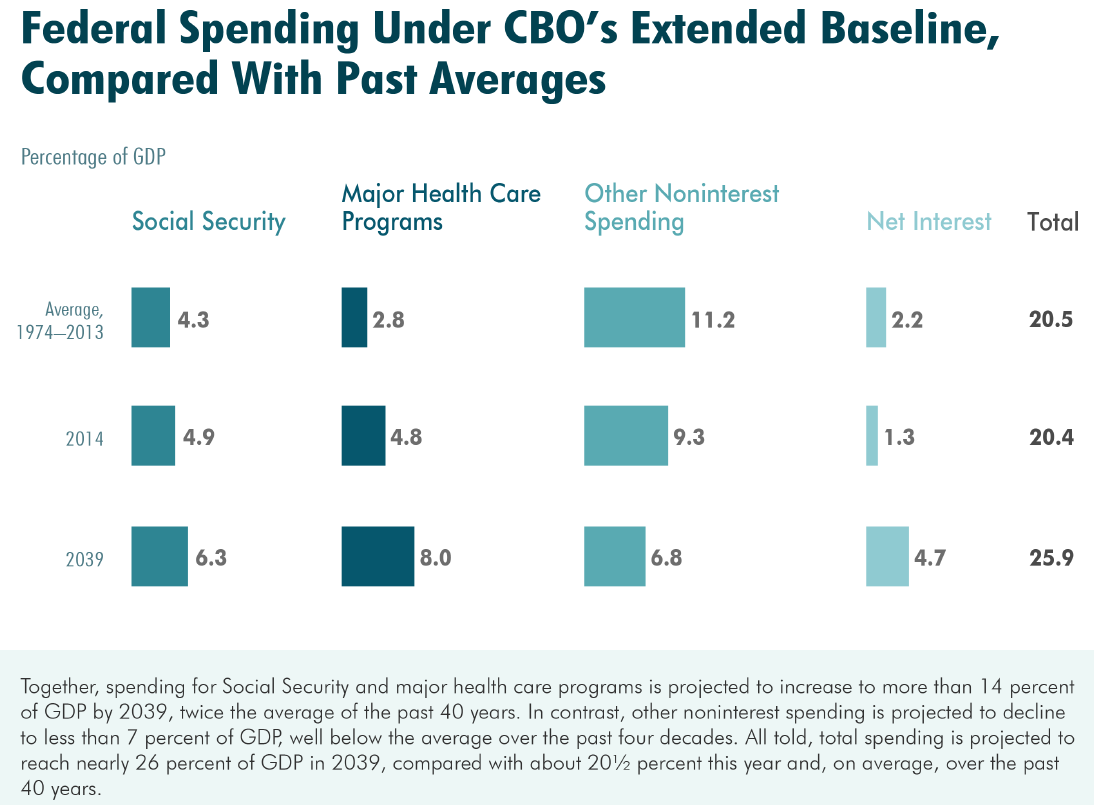
在往後幾十年，由政府負責的醫療衛生費用在GDP的佔比會越來越高。

美國衛生與公共服務部（HHS）預計，醫療衛生費用在GDP的佔比會繼續上升，到2024年會達到GDP的19.6％。
CBO於2017年3月的報告中說，隨著時間，醫療費用的增長和人口的高齡化，是預算赤字增加的主因，支出的增長速度會持續超過收入。CBO預測，美國主要的醫療保險計劃（包括Medicare和Medicaid）的支出，會從2017年佔GDP的5.5％，增長到2047年的9.2％。
Medicare受託人提供的年度財務報告，在2015年和在2009年所作的預測有大的差別，主要是由於醫療衛生費用增長的速率已顯著放緩。2009年所做的，在預測期內（到2080年），增長至接近GDP的12％，而在2015年的預測，增長至僅為GDP的6％，與美國社會安全保險計劃估計的相當。
醫療衛生費用的增長是造成國家長期預算赤字的主要原因。根據《受託人報告》 ，2015年的預測與2009年的相比，長期預算狀況有相當大的改善。

## 支付系統
醫生和醫院的報酬通常來自患者和醫療保險公司的付款（按服務收費，簡稱 FFS）。運用FFS，每筆服務都分開記帳，等於鼓勵醫療機構把服務次數擴增（例如，更多的檢測、更昂貴的療程、以及開立更多的藥品）。捆綁式付款的做法不同，保險公司按照治療的全部，捆綁起來，一次支付給醫療機構（例如，對於心臟病患者，設定治療需要180天，把總額支付給提供治療的網絡（即所有的相關單位）） 。在1990年代，按患者（而不是按治療）作捆綁式付款被稱為"論人計酬支付"，現在則改稱為盡責護理組織模式。因為運用捆綁式支付的結果，是醫療機構必須降低成本，但為了維持醫療品質，需要有適當的措施和激勵才能達成。在幾家運用最佳實踐的醫療系統中，譬如凱薩醫療機構和梅奧醫院都接受捆綁式支付。
在雇主為僱員購買的醫療保險，會要求僱員分擔部分的保險費用，雇主通常會自行挑選保險公司，大型的投保團體，有能力與保險公司進行談判。2004年，私人保險公司所支付的醫療費用佔36％、患者自付費用佔15％、聯邦政府支付的佔34％、州和地方政府支付的佔11％、其餘的4%由私人基金支付。由於"有不誠實，效率低下的系統"，有時帳單會膨脹到實際成本的十倍，患者本身也要因此支付高很多的費用。
牙科和視力保健的保險通常是單獨分開銷售（眼科醫生護理則由一般的醫療保險涵蓋）。處方藥的保險處理方式不同於醫療服務的，政府的保險計劃包含有處方藥保險。規範保險業的主要聯邦法律有兩種-1985年統一綜合預算調節法（COBRA）和醫療保險隱私及責任法案（HIPAA）。
有私人或政府保險覆蓋的的個人僅能到接受他們保險計劃的醫療機構就診。如果到不包括在保險計劃"網絡"之內的醫療機構就診，患者通常必須支付全額，或者承擔大部分的費用。醫院與各保險機構進行談判以設定報銷的比例；一些政府保險計劃的費率是透過法律設定。醫療機構從有醫療保險的患者收到的錢，通常會少於從無保險覆蓋的患者那裡收到的（即患者的自付費用）。保險公司將醫療機構作為其"網絡"的一部分，而加入網絡的機構將提供折扣回報予保險公司，也就是說患者可在網絡內的機構獲得較低費用的服務。議定的價格可能不夠支付服務費用，醫療機構可以拒絕接受某些類型的保險（包括Medicare和Medicaid）覆蓋的患者前來就醫。政府保險計劃的低報銷率會引起醫療機構的不滿，一些由政府保險覆蓋的患者很難在離家不遠處找到某些類型的醫療機構就醫。
有時會有慈善醫療來協助無力支付的人，經費通常來自非營利基金會、宗教團體、政府補助、或員工的捐贈。麻薩諸塞州和新澤西州制定一些方案，當患者無力負擔時，州政府將為其支付。大舊金山市也為所有無保險覆蓋的居民實施醫療衛生計劃，僅限於收入和淨值低於某種門檻的人。一些城市和縣本身經營設施，不計個人支付能力都接納治療，對願意做同樣事的私人醫療機構，則提供補助。患者需做經濟狀況調查，某些經濟狀況有限的患者仍需為服務付費。
《緊急醫療和積極勞動法》（EMTALA）要求幾乎所有的醫院，無論患者的支付能力，都接受他們做急診室護理。這項法案不為無力負擔醫療費用的患者提供非急診室護理、不提供預防性護理、也不提供持續性的初級照護護理。急診室護理費用通常比急診診所，或者一般醫師診所都昂貴，特別是由於患者推遲治療而導致病情惡化時，更是如此。美國的急診室通常已經處於、接近、或者達到超負荷的狀態。漫長的等待已成為全國性的問題，在城市地區，一些急診室會經常進行"轉診"，就是說讓救護車直接把病患送往別的醫院。

### 私人醫療保險
大多數65歲以下的美國人（59.3％）是透過雇主（包括私營和公共部門）安排的團體保險而獲得醫療保險，但是這一比例正在下降。凱撒家庭基金會在2007年所做的一項研究顯示，雇主購買保險的成本迅速上漲：自2001年以來，覆蓋家庭的保險費增長78％，薪資僅增長19％，通貨膨脹率則是17％。受到雇主購買保險覆蓋的僱員也需要分攤費用；在2007年，僱員分攤的平均保費百分比是：單身保險為16％，家庭保險為28％。除了分攤保費外，多數人在使用服務時，還需支付額外的自負額和共付額。
自行購買個人醫療保險的佔比少於9％。保險費是一種成本分攤和風險管理的方式，每個人，或者是雇主都要支付事先計算出的每月保費。這種成本分攤機制可承擔醫療衛生的大部分費用，但是個人通常必須預先支付總費用的一小部分（自負額），或者是每一療程的一小部分費用（共付額）。私人保險負擔美國醫療總支出的35％，是迄今為止在OECD國家中最高的比率。OECD中的另外兩國-加拿大和法國，私人保險只負擔總支出略高於10％。
醫療機構網絡可利用與個別醫療機構協商優惠費率，挑選具有成本效益的，並利用財務激勵措施促使它們有效的降低成本。倡議組織以及保險業協會美國健康保險計劃於2009年發布的一項調查發現，前往網絡外醫療機構就診的患者有時需支付甚高的費用。
在過去的十年中，優先服務組織 （PPO）讓許多分析師跌破眼鏡，從健康維護組織 （HMO）的領域奪下不少市場佔有率。
當管理較為寬鬆的PPO排擠HMO之時，HMO本身也朝不太嚴格管理的模式發展。美國的第一批HMO，例如位在加利福尼亞州奧克蘭市的凱薩醫療機構，和紐約的Health Insurance Plan（HIP），是"員工型"的HMO，它們擁有自己的醫療衛生設施，並僱用醫生和其他醫事人員。健康維護組織（HMO）的名稱是基於一種信念，他們機構是維護保險登記參與者的健康，而不僅是治療疾病而已。有了這種使命，管理式護理組織（譬如HMO和PPO）通常會提供預防醫學服務。在緊密整合的員工型HMO中，它們可以制定和發布具有成本效益的護理指南，而參保人的初級照護醫師可充當患者的健康倡導者和護理協調人，幫助患者應對複雜的醫療體系。雖然有大量研究表明許多員工型HMO提供高品質而且有成本效益的護理，但它們卻穩步失去市場佔有率。它們已被管理較為寬鬆的醫療機構網絡所取代，這些醫療機構與醫療保險業者訂有折扣的收費協議。如今，醫生或醫院通常會簽訂十幾個或更多醫療保險計劃的合同，每個計劃都有不同的轉診網絡，不同的診斷設施，以及不同的執業準則的合同。

### 公共醫療保險
政府的醫療保險計劃直接覆蓋有27.8％的人口（8,300萬人），包括老年人、殘疾人士、兒童、退伍軍人、和一些窮困人士，聯邦法律規定，無論支付能力如何，公眾都可以使用急診室服務。公共支出占美國醫療衛生支出的45％至56.1％。2004年，美國政府支付的人均醫療衛生支出，位居聯合國會員國支出最高的前十名。
但是，所有由政府負擔經費的醫療衛生計劃都是以成文法的形式存在，因此可被修改，或者是被撤銷。接受醫療衛生服務並不是憲法中的權利。美國最高法院在1977年解釋說："憲法沒有規定各州有義務支付……窮人的任何醫療費用。" 
政府提供的醫療保險計劃有：
- Medicare，通常覆蓋65歲及以上的公民，以及長期合法居民，殘疾人士則不論年齡。
- Mecicaid，通常涵蓋某些類別的低收入人群，包括兒童、孕婦、和殘疾人士。（由各州管理。）
- 兒童醫療保險計劃（英语：Children's Health Insurance Program），這個計劃提供醫療保險給不符合Medicaid資格的低收入兒童。（由州政府管理，聯邦也會提供匹配的經費作補助。）
- 為聯邦僱員提供的各項計劃，包括針對軍事人員的軍人醫療保險（用於在民間醫療機構接受服務）
- 美國退伍軍人事務部，為退伍軍人、其家人、和未亡配偶等提供醫療中心以及診所的護理。[83]
- Title X計劃生育補助條款（英语：Title X）
- 國家和地方公共衛生部門診所
- 印第安人醫療服務（英语：Indian Health Service）
- 國家衛生院，對於參與研究的患者提供免費治療
- 美國三軍各自擁有的軍事醫務團（英语：medical corps）。
- 某些縣和州立醫院
- 政府營運的社區診所

對於雇主為僱員購買的醫療保險，而給予雇主的聯邦所得以及薪資稅扣抵，會對醫療衛生市場發生扭曲作用。 ，美國政府與其他國家不同，不把雇主購買的醫療衛生福利視為是僱員的類應稅收入（taxable benefit in kind）。估計針對這種類應稅收益（taxable benefit in kind）未徵收的稅收每年約為1,500億美元。，有人認為這對必須在個人市場上購買醫療保險的人不利，因為他們必須用繳過所得稅後的收入來支付保險費。
醫療保險福利是雇主提高僱員實質薪水的一種有吸引力的方式，因為這種類應稅收益屬於免稅。結果，有65％的非老年人，和90％以上擁有私人保險的非老年人都是透過雇主獲得醫療保險。此外，大多數經濟學家都認為，這種稅收抵免會增加個人對醫療保險的需求，有人認為這是造成醫療衛生支出增加的主要原因。
此外，政府允許健康儲蓄帳戶（HSA）的儲蓄者以最高的邊際率獲得全額稅收抵免。有人認為，這種優惠政策對整個國家的醫療衛生沒有任何價值，因為社會上最富有的人也往往是身體最為健康的群體。也有人認為，HSA將把保險池分為富人一級，還有非富人一級，從而同樣的保險，對富人便宜，但對窮人則嫌昂貴。但是健康儲蓄帳戶的一個優點是裡面的存款只能用於某些符合HSA規定的醫療費用，包括藥品、醫生費、以 Medicare A部分和B部分，而不能用在整形外科之類的支出。
美國各州和地方也各有計劃來照顧窮人。2007年，Medicaid為3,960萬低收入者提供醫療保險（Medicaid覆蓋大約美國貧困人口中的40%）， Medicare則提供醫療保險給為數4,140萬的老年人和殘疾人士。到2031年，Medicare的覆蓋人數預計將達到7,700萬，屆時嬰兒潮時期出生的人已會完全加入這種保險。
根據報導，由於相對較高的行政管理費用和較低的報銷額，近年來願意和Midicaid合作的醫生人數有所減少。1997年，聯邦政府制定兒童醫療保險計劃（一個聯邦政府與州辦理的聯合計劃，為收入高過Medicaid規定，但又無力購買醫療保險的家庭，提供兒童醫療保險，簡稱為CHIP或SCHIP）。SCHIP在2006年覆蓋有660萬名兒童，但在許多州已經面臨經費不足的問題。美國政府還在1986年通過《EMTALA》，規定不論患者的保險情況和支付能力，均可獲得急診護理的服務， 但是EMTALA是一項無經費準備的命令。

## 無醫療保險覆蓋者

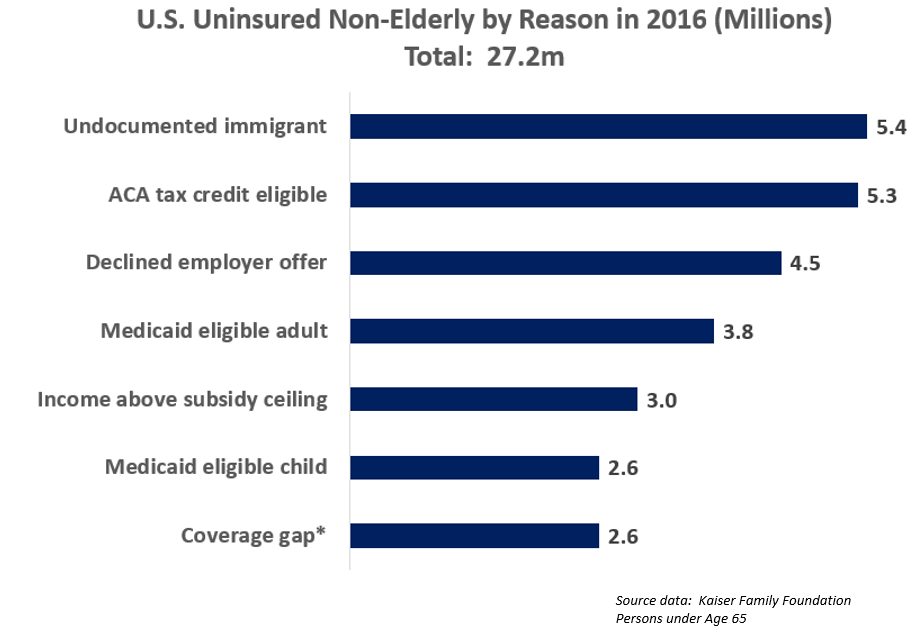
2016年，美國無醫療保險覆蓋者（非老年人/ 65歲以下）依照理由分類。估計其中有43%是具有獲得財務補助的資格。

### 無醫療保險覆蓋者數目
"無保險者"的百分比從2013年的13.3％下降到2016年的8.8％，主要是由於《PPACA》的功勞。無保險者人數從2013年的4,180萬下降至2016年的2,800萬，減少1,380萬。擁有保險的人數（公共或私人保險）從2013年的2.716億增加到2016年的2.923億，增加2,070萬人。2016年，私人計劃覆蓋約的佔68％，政府計劃覆蓋其餘的37％；由於有人同時擁有私人和政府計劃，所以兩者的加總會稍大於100％。

### 對成本的衝擊
一些美國人沒有資格享有政府提供的醫療保險，也沒雇主提供保險，自己也無力負擔，或無法獲得，或者是選擇不購買私人醫療保險。當這些人無法獲得慈善護理或者"無償"護理時，他們有時甚至根本就不進行該做的治療。這個問題已成為全國性政治爭議的根源。無醫療保險覆蓋的人仍可受到緊急護理，這樣的人會間接的讓其他人支付更高的保費，及負擔更高的自負額。2008年的報告估計，無保險覆蓋的人會在醫療衛生方面花費300億美元，並獲得560億美元的無償照護，如果讓每個人都有保險覆蓋，總成本將會增加1,230億美元。2003年，美國國家醫學研究所的一份報告中估計，美國在2001年為無保險覆蓋者提供的總費用為989億美元，其中包括264億美元這類人的自付費用，以及345億美元的"免費"、"無償"護理（由政府提供給醫院和診所的306億美元的補貼，以及醫生捐贈的價值51億美元的服務來覆蓋）。
健康事務雜誌在2003年的一項研究估計，在美國，無保險覆蓋者在2001年獲得約350億美元的無償護理。研究指出，這種人均費用是平均有保險覆蓋者花費的一半。該研究發現，無償醫療之中，由各級政府提供的經費最多，約306億美元-包含贈款和其他直接支付、稅收撥款、以及Medicare和Medicaid 的附加款，覆蓋比率達到無償醫療費用的80-85％。前述經費大部分來自聯邦政府，其次是州和地方的給予醫院的稅收撥款。
同一作者在同一年做的另一項研究估計，為無保險覆蓋者支付的額外年度費用（以2001年的美價值元計）分別為340億美元（公共保險）和690億美元（私人保險）。研究的結論是，這些估計數字顯示，醫療衛生總支出增加3–6％，並造成在GDP的佔比提高接近一個百分點。2004年同一刊物上發表的另一項研究估計，由於無保險覆蓋，每年醫療的損失價值在650到1,300億美元之間，而結論是這種數字"是對目前全國的無保險覆蓋水準所造成的經濟損失的較低估計。"

## 政府在醫療衛生市場的角色
許多由公共負擔經費的醫療衛生計劃，為老年人、殘疾人士、軍人家庭及退伍軍人、兒童、和窮人服務。根據EMTALA，公眾不論支付能力均可獲得緊急護理；但是，全民醫療衛生並未在美國實施。如同OECD所指出，美國用在他們現有受保人的總公共醫療衛生支出，就足夠讓其他的OECD國家政府為全體國民提供基本醫療保險。 Medicare計劃和Medicaid計劃具有一定的買方壟斷購買力，但按照國際標準來衡量，美國系統高度分散的採購方式讓議價能力變得相對薄弱，並且在某些地區，有些供應者（例如大型醫院集團）反而具有實質壟斷能力。在大多數OECD國家，公有制和公共財政的程度很高，由此產生的規模經濟似乎可更嚴格的把成本控制住。而在美國，根據慣例，公共政策在很大程度上並未對私人機構的價格作規範，反過來是假設私人部門可做得更好。
麻薩諸塞州在2006年的麻薩諸塞州醫療衛生改革，採用的是全民醫療衛生系統。它規定所有有能力負擔的居民要購買醫療保險，加上提供補貼的保險計劃，以便讓任何人都擁有醫療保險，並提供"健康安全網基金"給無力負擔保險費用的、或者沒資格的，協助支付治療費用。
2009年7月，康乃狄克州通過一項SustiNet計劃，目標是到2014年，讓98％的居民都享有醫療衛生覆蓋。

## 擬議的解決方案
與上述原因相對應，主要的降低成本機會 如下：
- 利用單一支付者系統的"全民享有聯邦醫療保險"（Medicare for All），大幅降低行政管理費用，從目前25％的佔比降到最佳的10-15％水準。
- 仿效Medicare和Medicaid的做法，賦予政府額外的權力去降低醫生和醫院的報銷率。單一支付者系統有機會達到這種目的。
- 對於處於生命終期的人，從昂貴的干預治療轉為低成本的安寧緩和醫療，以解決費用集中用在每個人生命最後幾年的問題。
- 允許政府強力介入談判，降低處方藥成本，因為目前美國的人均成本大約是其他國家的兩倍。
- 使用更多捆綁式付款策略，在維持品質的同時，把成本控制住。
- 減少Medicare和Medicaid的詐欺，並加強審核（透過稽核人員和流程）和實施罰則。
- 改進對醫療衛生技術的運用，提高效率，並消除錯誤。[58]

通常增加在預防方面的支出，應可減少在醫療衛生方面的支出。預防可省錢，還是會增加花費，取決於採取的干預措施。兒童作疫苗接種或生育控制措施，所節省的費用遠超過所花費的。研究顯示，在許多情況下，預防並不能節省大量的長期成本。某些干預措施可能具有成本效益，而另一些則不一定。通常，預防醫學會提供給許多從未生病的人，但是對於那些終究會生病的人，他們在餘生中所花費的醫療成本會把預防的好處給部分抵消掉。從另一方面來看，諾華公司所做的研究認為，在醫療衛生支出中獲得最佳回報的國家，就是那些在預防、早期診斷、和早期治療方面投入更多者。訣竅是避免將患者送往醫院，因為醫院是發生最高費用的地方。並非所有的預防措施都具有良好的投資回報（例如，針對罕見傳染病的全球疫苗接種）。但是，均衡飲食、經常運動、和減少吸菸等預防措施，可避免許多疾病的影響，而且會有良好的投資回報。

## 延伸阅读
- Goodman, John C. . Oakland, Calif.: Independent Institute. 2012. ISBN 978-1-59813-083-6.
- Flower, Joe. . Boca Raton, FL.: Taylor & Francis. ISBN 978-1-4665-1121-7.
- Reid, T.R. . New York: Penguin Press. 2010. ISBN 978-0-14-311821-3.
- Makary, Marty.  1st U.S. New York: Bloomsbury Press. 2012. ISBN 978-1-60819-836-8.
- Herzlinger, Regina. . New York: McGraw Hill. 2007. ISBN 978-0-07-148780-1.